# 辉光管

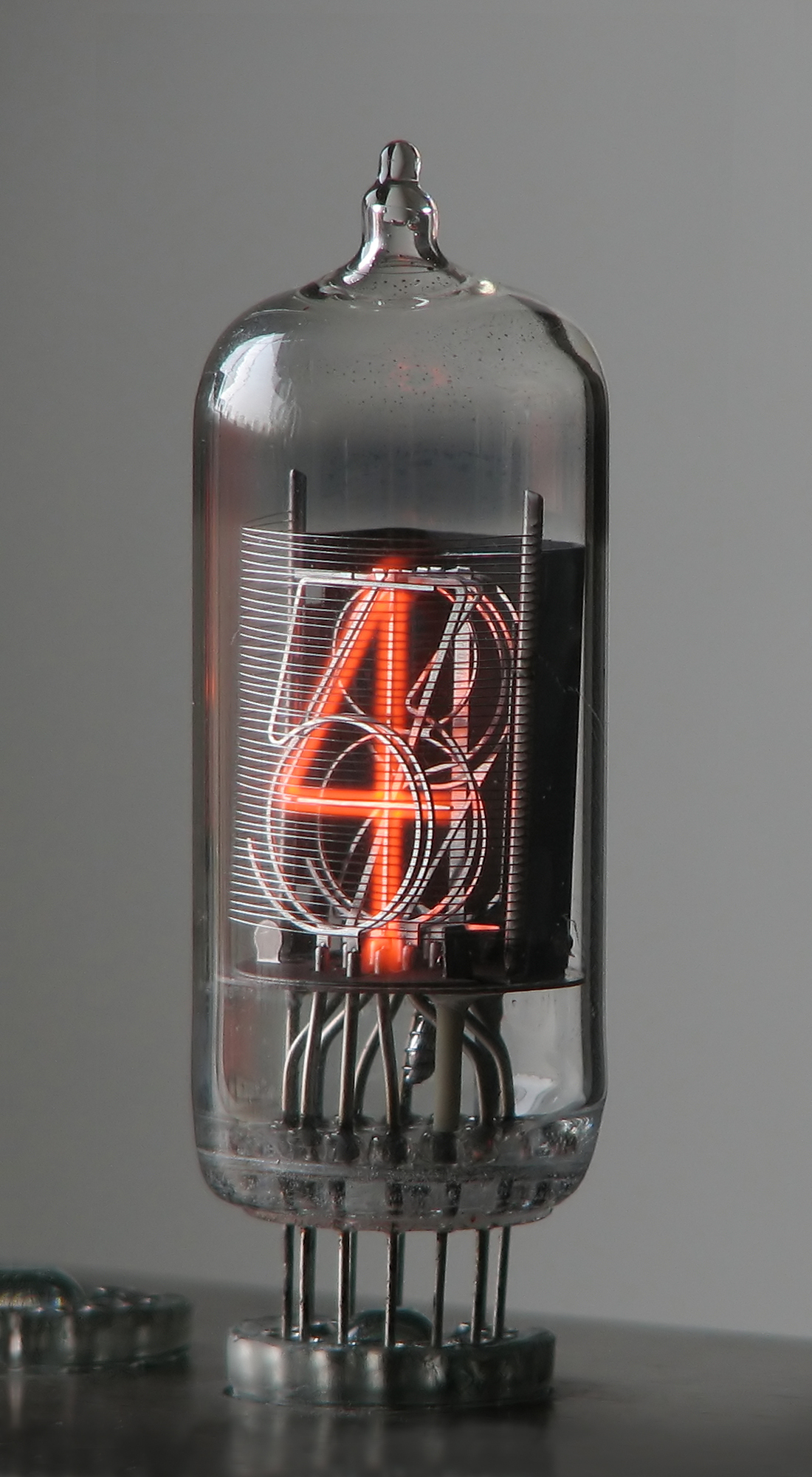
数码管ZM1210，直径19毫米，高度15.5毫米；数字前面的金属网为阳极的一部分；管内有11个阴极，10个数字从0到9，以及一个小数点

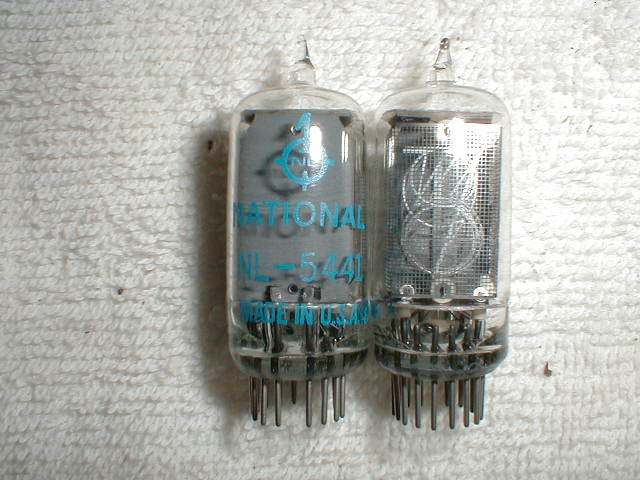
一对NL-5441数码管

数码管，也称作辉光管，是一种可以显示数字和其他信息的电子设备。玻璃管中包括一个金属丝网制成的阳极和多个阴极，而大部分数码管阴极的形状为阿拉伯数字。

## 原理
数码管中充以低压气体，通常大部分为氖加上一些汞和／或氩。给某个阴极充电就會发出顏色光，視乎管內的氣體而定，一般都是橙色或綠色。
尽管在外观上和真空管相似，其原理并非为加热阴极放射电子，因而它被称为冷阴极管或霓虹灯的一个变种。在室温下，即使处于极端的室内工作条件，这种管子的温度很少超过40℃。

## 顯示

数码管GN-4在显示十个数字

数码管的最常见形式有10个阴极，形状为数字0到9，某些数码管还有一个或两个小数点。然而也有其他类型的数码管显示字母、标记和符号。如一种“数码管”，其阴极为一个模板制成的面具，上面有数字形状的孔。
一些俄罗斯的数码管，如IN-14，使用倒立的数字2代表5，大概是为了节约生产成本，而没有明显的技术或美学方面的原因。俄罗斯的数码管大部分都使用了倒立的2作为5。

## 颜色
将170伏特的直流电压加在阴极和阳极之间，每一个阴极可以发出氖的的红橙色光。由于混合气体的不同，不同数码管之间的颜色有所区别。
寿命较长的数码管在制造中加入了汞，减少了溅射，结果发出的光的颜色为蓝色或紫色调。在某些情况下，这些颜色被玻璃上的红色或橙色过滤涂层过滤。

## 外部連結
维基共享资源上的相關多媒體資源：辉光管